# Франческо Антониоли
Франческо Антониоли (итал. Francesco Antonioli; рођен 14. септембра 1969. године у Монци) је бивши италијански фудбалер, који је био голман, а тренутно је тренер голмана у Чезени.
Током каријере играо је, између осталих, за Милан, Болоњу, Рому и Сампдорију. Освојио је три Скудета, два суперкупа и Интетото куп, а иако није играо, као члан Милана у периоду од 1988/90 освојио је два Купа шампиона, УЕФА суперкуп и Интерконтинентални куп.
Освајач је и европског првенства 1992. године са младом репрезентацијом Италије, а играо је и на Олимпијском туриниру исте године. Са репрезентацијом освојио је друго место на европском првенству 2000, где као други голман није улазио у игру.

## Клупска каријера
Рођен у Монци, Антониоли је прве фудбалске кораке направио у локалном Сан Року, а потом је тренирао у Монци, која је тада наступала у Серији Ц1.
За први тим дебитовао је 27. августа 1986. године на утакмици Купа Италије против Јувентуса, са непуних 17 година. Иако је Давид Пинато био први голман тима те и следеће сезоне, Антониоли је успео да забележи 21 наступ у сезони 1987/88, када је Монца изборила промоцију у Серију Б.
На крају сезоне, Пинато и тада деветнаестогодишњи Антониоли су прешли у Милан, где су те сезоне били други и трећи голман тима, иза Ђованија Галија. Једини наступ у сезони 1988/89 био је у Купу против Лација. Следеће сезоне, Антониоли није имао ниједан наступ за Милан, а иако је Пинато враћен у Монцу, на његово место другог голмана тима доведен је Андреа Пацаљи. Ово су биле две сезоне када је Милан под тренерском палицом Сакија освојио два Купа шампиона заредом, италијански суперкуп, европски суперкуп и Интерконтинентални куп.
И поред тога што је следеће сезоне Гали продат Наполију, Милан је за првог голмана именовао Пацаљиа, док су као његову замену довели Себастијана Росија из Чезене. Антониоли је изгубио и место трећег голмана, јер је Милан довео Таибија, а он је у склопу трансфера Росија, послат у Чезену на позајмицу. Ипак, Чезена предвођена Липијем, која је тада играла у Серији А, није рачунала на њега, тако да је убрзо прослеђен на позајмицу код Ренца Уливијера у Модену, у серију Б. Солидна сезона у Модени, убедила је Капела, који је постао нови тренер Милана, да га за сезону 1991/92 уврсти у тим, овај пут као другог голмана иза Росија. Захваљујући повреди Росија, Антониоли је дебитовао у Серији А 18. априла 1992. године у дербију против Интера, а бранио је и на следеће три утакмице, чиме је допринео освајању Скудета.
Након што је био голман младе репрезентације Италије која је освојила европско првенство 1992. године, Капело га је поставио за првог голмана тима. Ипак повреда у новембру на утакмици против Јувентуса, коштала га је стартног места, а његова замена Роси је учврстио свој статус првог голмана до краја сезоне.
Сезону 1993/94 Антониоли је провео у Серији Б, где је имао солидну сезону на позајмици у Пизи, која је на крају испала у Серију Ц.
Тафарел, голман и освајач светског првенства са Бразилом, одлучио је да се врати кући и напусти Ређијану, која га је заменила са Антониолием и који је поново након солидне сезоне доживео да му екипа испадне у нижи ранг, овај пут у Серију Б.
Сезону 1995/96 Антониоли је бранио у Серији Б, али у Болоњи, где је поново радио са Уливијеријем, који га је некад тренирао у Модени. Сезона је била успешна, јер је другу годину заредом Болоња изборила промоцију у виши ранг, овај пут у Серију А.
Сезона 1996/97 била је одлична за Болоњу и Антониолија, завршили су на 7. месту и играли су полуфинале Купа. У августу 1997. повредио је колено, због чега је пропустио читаву сезону 1997/98. Следеће сезоне, иако под новим тренером Мацонеом, Антониоли је поново први голман. Захваљујући освајању Интертото купа, Болоња се квалификовала за куп УЕФА, где је стигла до полуфинала, где је испала од Марсеља (0:0, 1:1 захваљујући голу Блана из пенала у 87. минуту реванша).
Сезону 1999/00 Антониоли почиње у Роми, где га је довео његов некадашњи тренер из Милана, Капело, као замену за Консела и у првој сезони у престоници забележио је 30 наступа.
Следеће сезоне Антониоли је био члан шампионског тима Роме који је у сезони 2000/01 освојио Скудето и Суперкуп Италије. Ипак, његова форма није била задовољавајућа током сезоне у којој је забележио 26 наступа, па је понекад ротиран са Лупателијем, који такође није блистао. Због тога је на крају сезоне из Аталанте доведен Пелицоли, тада голман младе репрезентације Италије. Капело се ипак и даље ослањао на Антониолија, који је поправио своју форму, што је због неиграња довело до незадовољства младог Пелицолија.
Након истека уговора са Ромом 2003. године Антониоли је потписао за Сампдорију. По истеку уговора са Сампдоријом 2006. године, потписао је за Болоњу, којој је помогао да се 2008. врати у Серију А, а за Болоњу је бранио и у повратничкој сезони 2008/09. На крају сезоне Антониоли је потписао за Чезену, са којом је изборио промоцију у Серију А на крају сезоне 2009/10. Чезена која је заузимањем 15. места у повратничкој сезони 2010/11 одбранила прволигашки статус, наградила је Антониолија новим једногодишњим уговором.

## Репрезентативна каријера
Антониоли никад није дебитовао за репрезентацију Италије. Био је члан репрезентације на европском првенству 2000, где је прво био трећи голман иза Буфона и Толда, а када се Буфон повредио на пријатељској утакмици, постао је други голман. Ипак до краја турнира, где је Италија стигла до финала, није добио шансу да игра.
Био је стартни голман младе италијанске репрезентације, која је са Малдинијем на клупи, освојила европско првенство 1992. године, а играо је и на Олимпијади исте године.

## Занимљивости
Антониоли је дете глувонемих родитеља, што је често описивано као разлог његовог повученог и тихог карактера.

## Трофеји

### Клупски
Милан
- Серија А (2): 1991/92, 1992/93
- Куп шампиона (2): 1988/89, 1989/90
- Интерконтинентални куп (2): 1989, 1990
- Европски Суперкуп (2): 1989, 1990
- Суперкуп Италије (3): 1988, 1992, 1993

Болоња
- Серија Б (1): 1995–96
- Интертото куп (1): 1998

Рома
- Серија А (1): 2000/01
- Суперкуп Италије (1): 2001

### Репрезентативни
Италија
- Европско првенство: 2000 (друго место)